# بالتاسار آلبنیز
بالتاسار آلبنیز (اسپانیایی: Baltasar Albéniz‎؛ ۶ ژانویهٔ ۱۹۰۵ – ۲۹ نوامبر ۱۹۷۸) بازیکن فوتبال و مربی اهل اسپانیا بود.
از باشگاه‌هایی که در آن بازی کرده‌است می‌توان به باشگاه فوتبال رئال سوسیداد و باشگاه فوتبال دپورتیوو آلاوز اشاره کرد.